# محلل سلوك مرخص
محلل السلوك المرخص هو نوع من الصحة السلوكية المهنية في الولايات المتحدة. لديهم على الأقل درجة الماجستير، وأحيانا على درجة الدكتوراه، في تحليل السلوك أو مجال ذات صلة. محللو السلوك يطبقون السلوك الراديكالي، أو تحليل السلوك التطبيقي، على الناس.

## تحديد نطاق الممارسة
يحدد مجلس اعتماد محلل السلوك (BACB) تحليل السلوك على النحو التالي:
«التحليل. التحليل التجريبي للسلوك (البنك المصري الأمريكي) هو العلم الأساسي من هذا المجال وعلى مدى عقود عديدة تراكمت كبير ومحترم الأدبيات البحثية. هذا الأدب يوفر الأساس العلمي تحليل السلوك التطبيقي (ABA)، والتي هي على حد سواء العلوم التطبيقية في تطوير أساليب تغيير سلوك المهنة التي توفر الخدمات لتلبية مختلف الاحتياجات السلوكية. باختصار المتخصصين في تحليل السلوك التطبيقي الانخراط في محددة وشاملة استخدام مبادئ التعلم، بما في ذلك الفاعلة والمدعى عليه التعلم من أجل معالجة السلوكية احتياجات متفاوتة على نطاق واسع من الأفراد في مختلف البيئات. ومن أمثلة هذه التطبيقات تشمل: بناء المهارات والإنجازات الأطفال في المدارس وتعزيز التنمية والقدرات والخيارات من الأطفال والبالغين الذين يعانون من أنواع مختلفة من الإعاقة؛ وزيادة الأداء ورضا الموظفين في المنظمات والشركات.»
وكما يوحي أعلاه، يستند تحليل السلوك إلى مبادئ تكييف العرض والمستجيب. هذا يضع تحليل السلوك كأحد النماذج المهيمنة لإدارة السلوك والهندسة السلوكية والعلاج السلوكي. تحليل السلوك هو نهج نشط، على أساس البيئة وبعض الإجراءات التحليلية السلوك تعتبر مقيدة للغاية (انظر البيئة الأقل تقييدا). على سبيل المثال، قد تجعل هذه الخدمة الوصول إلى العناصر المفضلة متوقفة على الأداء. وقد أدى ذلك إلى انتهاكات في الماضي، ولا سيما في حالات تتعلق ببرامج العقاب. بالإضافة إلى ذلك، فإن الفشل في أن تكون مهنة مستقلة غالباً ما يؤدي إلى أن يحل محللو السلوك وغيرهم من معدّلات السلوك محل مدوناتهم الأخلاقية رموز المهن الأخرى. على سبيل المثال، قد يعمل محلل سلوك في إعداد المستشفى لتصميم اقتصاد رمزي، وهو شكل من أشكال إدارة الطوارئ. قد يرغب في الوفاء بالتزامه الأخلاقي لجعل البرنامج التأهيلي ولمصلحة العملاء على المدى الطويل. الأطباء والممرضات في المستشفى الذين يشرفون عليه قد تقرر أن الاقتصاد رمزية بدلا من ذلك يجب خلق النظام في إجراءات التمريض حتى العملاء الحصول على الدواء بسرعة وكفاءة. بدلا من المدونة الأخلاقية لمجلس شهادة تحليل السلوك وموقف جمعية تحليل السلوك الدولية أن أولئك الذين يتلقون العلاج لديهم الحق في العلاج الفعال والحق في التعليم الفعال. بالإضافة إلى ذلك، فإن فشل محلل السلوك في الإشراف بشكل كافٍ على عماله قد يؤدي إلى إساءة المعاملة. وأخيراً، أدت تحريفات المجال والمشاكل التاريخية بين الأكاديميين إلى دعوات متكررة لإضفاء الطابع المهني على تحليل السلوك.
بشكل عام، هناك دعم واسع داخل المهنة للترخيص

### عملت مع مجموعة من السكان
تتراوح الممارسة المهنية لتحليل السلوك من علاج الأفراد المصابين بالتوحد وإعاقات النمو إلى التدريب السلوكي والعلاج النفسي السلوكي. بالإضافة إلى معالجة مشاكل الصحة النفسية والتصحيحات، تشمل الممارسة المهنية لتحليل السلوك الإدارة السلوكية التنظيمية والسلامة السلوكية وحتى الحفاظ على الصحة السلوكية لرواد الفضاء داخل مدار الأرض وخارجه

### شهادة
يقدم مجلس شهادة محلل السلوك (BACB) شهادة فنية في تحليل السلوك. هذه الشهادة معترف بها دوليا. هذه الشهادة تنص على مستوى التدريب ويتطلب امتحان لإظهار الحد الأدنى من الكفاءة لدعوة نفسه على شهادة مجلس محلل السلوك (BCBA). وجاء التصديق بسبب العديد من القضايا الأخلاقية مع التدخلات السلوكية التي يتم تسليمها بما في ذلك استخدام العلاجات المذنّة والمذلة باسم تعديل السلوك. جمعية نفسية أمريكية تقدم دبلوم (ما بعد الدكتوراه وشهادة مرخصة) في علم النفس السلوكي

### معنى الشهادة
إن BACB هي منظمة خاصة غير ربحية دون صلاحيات حكومية لتنظيم الممارسة التحليلية للسلوك. في حين أن شهادة BACB تعني أن المرشحين قد استوفوا متطلبات مستوى الدخول في التدريب التحليلي السلوكي، قد يتطلب المعتمدون ترخيصًا حكوميًا للممارسة المستقلة عند معالجة المشاكل الصحية أو الطبية السلوكية. يجب أن يعمل المعتمدون المرخص لهم في نطاق ترخيصهم ويجب عليهم ممارسة الممارسة في مجالات خبرتهم. حيث تنظم الحكومة سلوك الخدمات التحليلية يجب أن يكون مصدقين غير مرخصة تحت إشراف المهنية المرخصة وتعمل في نطاق ترخيص المشرف عند معالجة الاضطرابات. لا تتطلب شهادات غير مرخصة الذين يقدمون التدريب التحليلي السلوكي لأغراض تعليمية أو الأداء الأمثل إشرافاً مرخصاً. عندما لا تنظم الحكومة علاج الاضطرابات الطبية أو النفسية يجب على الشهادات ممارسة وفقا لقوانين دولتهم أو مقاطعتهم أو بلدهم. يجب على جميع الشهادات ممارسة داخل مجالاتهم الشخصية من الخبرة.

### الترخيص
في الآونة الأخيرة، حدث تحرك لترخيص المحللين السلوك. الغرض من الترخيص هو حماية الجمهور من توظيف ممارسين غير مؤهلين.
ينص قانون الترخيص النموذجي على أن الشخص محلل سلوك من خلال التدريب والخبرة. يجب أن يكون الشخص الذي يسعى للحصول على ترخيص بارع في تحليل السلوك من خلال الحصول على درجة الماجستير في تحليل السلوك أو الموضوع ذي الصلة. مثل جميع المهن المرخصة على مستوى الماجستير (انظر المشورة والمستشار المهني المرخص) يحدد القانون النموذجي معيارًا لدرجة الماجستير. هذا الشرط ينص على أن الشخص قد حقق المعرفة الكتابية لتحليل السلوك الذي يمكن اختباره بعد ذلك من خلال الامتحان الذي يقدمه مجلس شهادة محلل السلوك أو الذي يقدمه المركز العالمي لتحليل السلوك. كما يتطلب التدريب الداخلي الذي يعمل فيه محللو السلوك تحت معلم آخر أو محلل سلوك مستوى الدكتوراه لمدة عام واحد (750 ساعة) مع ساعتين على الأقل في الأسبوع من الإشراف. وأخيراً، تلك الساعات الـ 750 تعتبر وقت وصاية. بعد ذلك، يجب على محلل السلوك الانخراط في ممارسة تحت إشراف محلل السلوك لمدة 2 سنة أخرى (2000 ساعة).
وبمجرد اكتمال هذه العملية، يتقدم الشخص بطلب إلى مجلس الدولة الذي يضمن أنه أو أنها قد استوفى بالفعل الشروط المذكورة أعلاه. بمجرد أن يتم ترخيص الشخص حماية عامة لا تزال تخضع للمراقبة من قبل مجلس الترخيص، الذي يتأكد من أن الشخص يتلقى ما يكفي من التعليم المستمر، ومجلس الترخيص التحقيق في الشكاوى الأخلاقية. سيكون لدى محلل السلوك المرخص له تدريب ومعرفة ومهارات وقدرات متساوية في انضباطهم كما هو الحال مع مستشار الصحة العقلية أو معالج الزواج والأسرة في انضباطهم. في فبراير 2008، إنديانا، أريزونا، ماساتشوستس، فيرمونت، أوكلاهوما وغيرها من الولايات لديها الآن تشريع معلق لإنشاء ترخيص لمحلّل السلوك. كانت ولاية بنسلفانيا أول ولاية في عام 2008 ترخص «للمتخصصين في السلوك» لتغطية محللي السلوك. أصبحت ولاية أريزونا، بعد أقل من ثلاثة أسابيع، أول ولاية ترخص «محللي السلوك». كما اجتازت ولايات أخرى مثل نيويورك ونيفاييفا وويسكونسن التراخيص التحليلية السلوكية.

## بلدان أخرى
في الآونة الأخيرة [متى؟] وقد حدثت جهود الترخيص في كندا لمحلّلون السلوك.

## المنظمات المهنية
لدى جمعية تحليل السلوك الدولية مجموعة اهتمام خاصة لقضايا الممارسين، والتي تركز على القضايا الرئيسية المتعلقة بالتراخيص المحللين السلوك. وبالإضافة إلى ذلك، لديهم مجلس ممارسة ومجلس للسياسات لمعالجة القضايا التشريعية ABA:I. وأخيراً، وضعت الجمعية مؤخراً قانون الترخيص النموذجي الخاص بها لمحلّل السلوك.
جمعية لتحليل السلوك الدولية بمثابة المنزل الفكري الأساسية لمحلّل السلوك. ترعى جمعية تحليل السلوك الدولية مؤتمرين في السنة – واحد في الولايات المتحدة وآخر دولي.